# Куйва
Ку́йва — персонаж мифологии саамов, легендарный великан, обитающий в Ловозерской тундре (в иных локациях данный персонаж неизвестен: легенды о нём также популярны именно в этом районе).
Согласно легендам саамов, Куйва жил в древние времена в Ловозерских тундрах. Великан грабил и убивал саамов, за что был уничтожен саамскими языческими богами — «сожжён молниями, которые ударили из вод озера». После сожжения на скале у Сейдозера остался отпечаток его сожжённого тела, напоминающий человеческий силуэт. Высота силуэта составляет 74 м. Существуют материалы исследований начала XX века, указывающие на вполне естественное происхождение следа на скале: «фигура образована мхом, мокрыми следами стока талых вод, лишайником и другими мелкими растениями» 

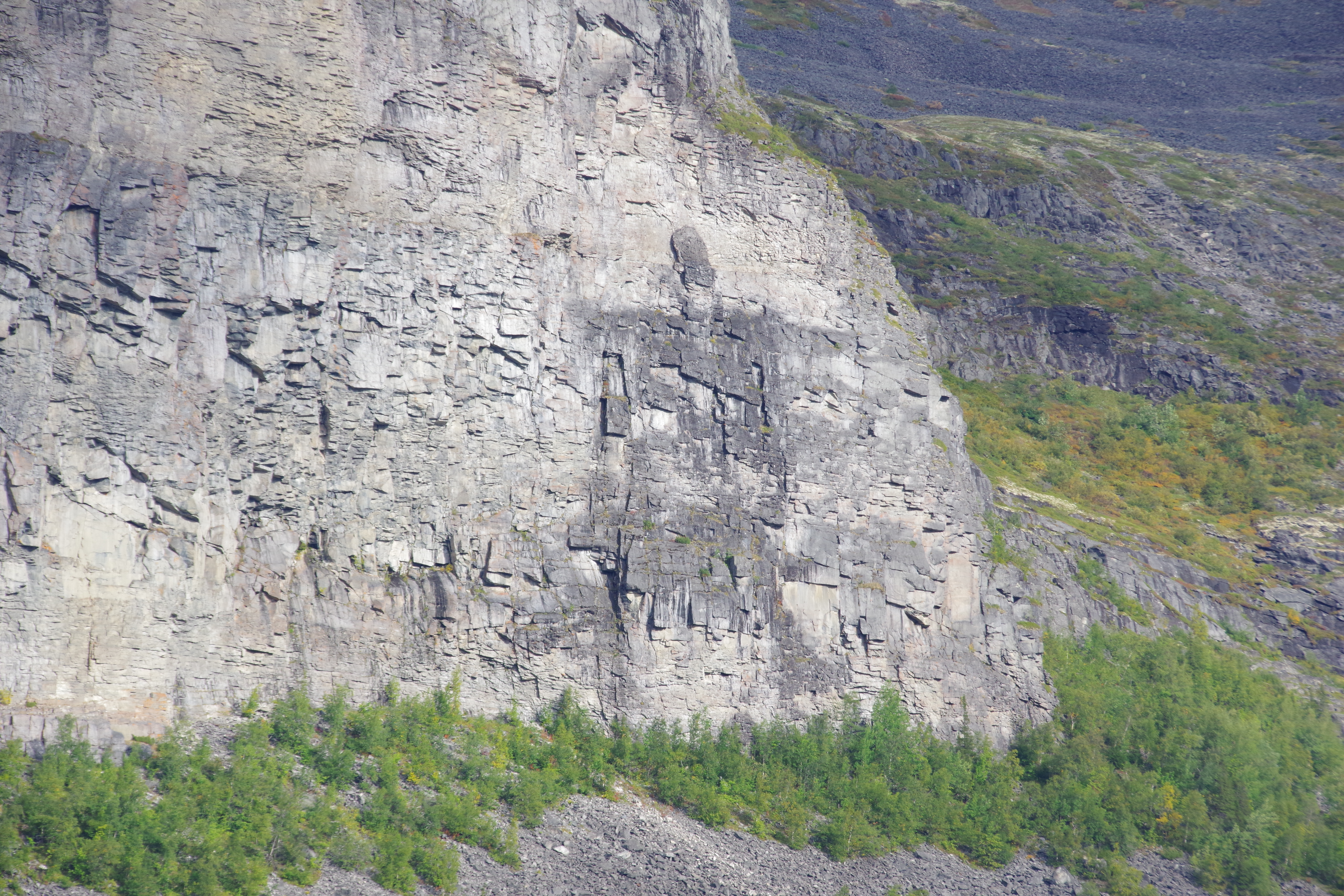
Куйва. Отпечаток на скале у Сейдозера

Многие очевидцы утверждают, что вблизи «каменного великана» чувствовали внутренний дискомфорт, некое психологическое давление.
По мнению местных жителей, именно Куйва причастен к знаменитой Чивруайской трагедии — гибели десяти лыжников-туристов (студентов из Куйбышева) в Ловозёрских тундрах (Кольский полуостров) в конце января 1973 года.

## Легенда
В древние времена предки саамов пришли в долину Ловозерской тундры и встретили злого великана Куйву, который напал на них. Была большая битва (большая по меркам саамов — это могло быть и несколько десятков человек, и даже один десяток); Куйва брал верх, убивая людей и творя различные мерзости. Тогда саамы призвали своих богов, те увидели последствия учинённого Куйвой погрома, разгневались и поразили его молниями. Великан превратился в скалу, стал сейдом, сохранив свои исполинские размеры.

## Куйва в других легендах и реальности
В одной из легенд Куйва выступает в образе «швета» — тролля или великана, вместе с сообщниками напавшего на саамов, обложившего их данью, но затем загнанного в западню в результате восстания «стариков» (в саамском фольклоре не принято говорить о медведе, а равно о шамане).
Есть ещё одна легенда, где Куйва уже не тролль, а предводитель чудинов, врагов саамов, приходивших с юга и грабивших лопарей. В этой легенде Куйва одним ударом убивает нескольких человек. Возможно, где-то в районе скалы Куйвы имело место удачное для саамов историческое сражение с некими врагами.
С Куйвой связан также мотив «саамаской (лопарской) крови», «крови наших стариков», якобы окрасившей в красный цвет некоторые почитаемые камни в Ловозерской тундре.
Упоминания Куйвы в художественной литературе
В повести  российской писательницы Полины Липкиной "Галактические происшествия"  есть вставной рассказ главным героем которого является Куйва. В тексте творчески переработаны саамские легенды, имеются отличия от оригинальных народных преданий, однако с ними сохраняется связь. 